# Tegsnäset (naturreservat)
Tegsnäset är ett naturreservat i Årjängs kommun i Värmlands län.
Området är naturskyddat sedan 2017 och är 223 hektar stort. Reservatet omfattar höjder och mindre våtmarker norr om Älgsjön och större delen av sjön Tegstjärnet. Reservatet består av granskog med inslag av lövträd och på höjderna av tallskog. 